# Fissarena arcoona
Fissarena arcoona är en spindelart som beskrevs av Norman I. Platnick 2002. Fissarena arcoona ingår i släktet Fissarena och familjen Trochanteriidae.
Artens utbredningsområde är Sydaustralien. Inga underarter finns listade i Catalogue of Life.